# Croce patriarcale

Croce patriarcale

La croce patriarcale è una variante della croce cristiana caratterizzata da una piccola barra trasversale sopra quella principale.
I Patriarchi della Chiesa Cattolica, come quello di Venezia, hanno diritto di avere la croce processionale (astile) in questa forma, anziché nella più comune forma di croce latina.

## Varianti
A volte la croce patriarcale possiede un'ulteriore piccola barra trasversale in basso. Questa versione, detta croce ortodossa, è diffusa nell'iconografia greca bizantina e dell'est Europa.
Adottata nel medioevo in Francia dai Duchi di Lorena per il proprio stemma, la croce patriarcale è nel tempo divenuto un simbolo di identificazione nazionale per i francesi. Nello specifico uso nella storia francese prende il nome di croce di Lorena.